# Brasiliscincus heathi
Brasiliscincus heathi là một loài thằn lằn trong họ Scincidae. Loài này được Schmidt & Inger mô tả khoa học đầu tiên năm 1951.